# NGC 7481
NGC 7481 est une entrée du New General Catalogue qui concerne un corps céleste perdu ou inexistant dans la constellation du Verseau. Cet objet a été enregistré par l'astronome américain Ormond Stone en 1886.

## Identification de NGC 7481

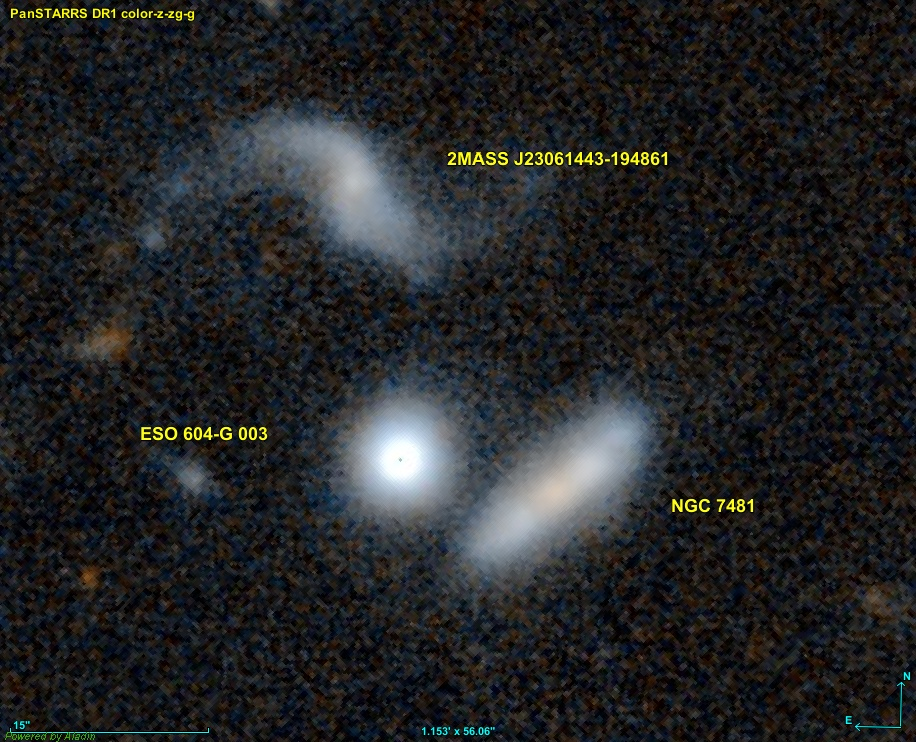
Selon Simbad et HyperLeda, NGC 7481 est la galaxie PGC 70479 (ESO 604-3).

Toutes les sources consultées identifient la galaxie NGC 7365 à PGC 69651. Cependant, là où les avis diffèrent c'est au sujet de la galaxie NGC 7481. Selon le professeur Seligman, il s'agit peut-être d'un doublon de NGC 7365 ou bien d'un objet perdu ou inexistant.
Les bases de données HyperLeda et Simbadidentifient NGC 7481 à LEDA 70479 (ESO 604-3). À ce sujet, l'astronome amateur Steve Gottlieb écrit que la galaxie ESO 604-33 est à 20" à l'est et à 7' au nord de la position indiquée par Ormond Stone et qu'il n'y a rien à cet endroit. De plus, Harold Glenn Corwin propose aussi qu'il s'agit d'un objet perdu, car la description de Stone (très petite, magnitude 14, ronde et graduellement plus brillant au centre) ne correspond absolument pas à la galaxie ESO 604-3.